# Коргасын
Коргасын (каз. Қорғасын) — село в Улытауском районе Карагандинской области Казахстана. Административный центр Шеңберского сельского округа. Находится на правом берегу реки Кара Торгай, примерно в 96 км к северо-северо-западу (NNW) от села Улытау, административного центра района, на высоте 353 метров над уровнем моря. Код КАТО — 356053100.

## История
С 1956 году по 1959 год относился к категории посёлков городского типа.

## Население
В 1999 году численность населения села составляла 687 человек (345 мужчин и 342 женщины). По данным переписи 2009 года, в селе проживало 514 человек (269 мужчин и 245 женщин).